# Orsomarso
Orsomarso  község (comune) Olaszország Calabria régiójában, Cosenza megyében.

## Fekvése
A megye északnyugati részén fekszik. Határai: Lungro, Mormanno, Papasidero, San Donato di Ninea, Santa Domenica Talao, Santa Maria del Cedro, Saracena, Scalea és Verbicaro.

## Története
A település első említése a 13. századból származik.

## Népessége
A népesség számának alakulása:

## Főbb látnivalói
- Santa Maria di Mercuri-templom
- San Leonardo-templom
- San Giovanni Battista-templom
- SS. Salvatore-templom
- San Cosimo-kápolna